# Scott Hamilton (Musiker)

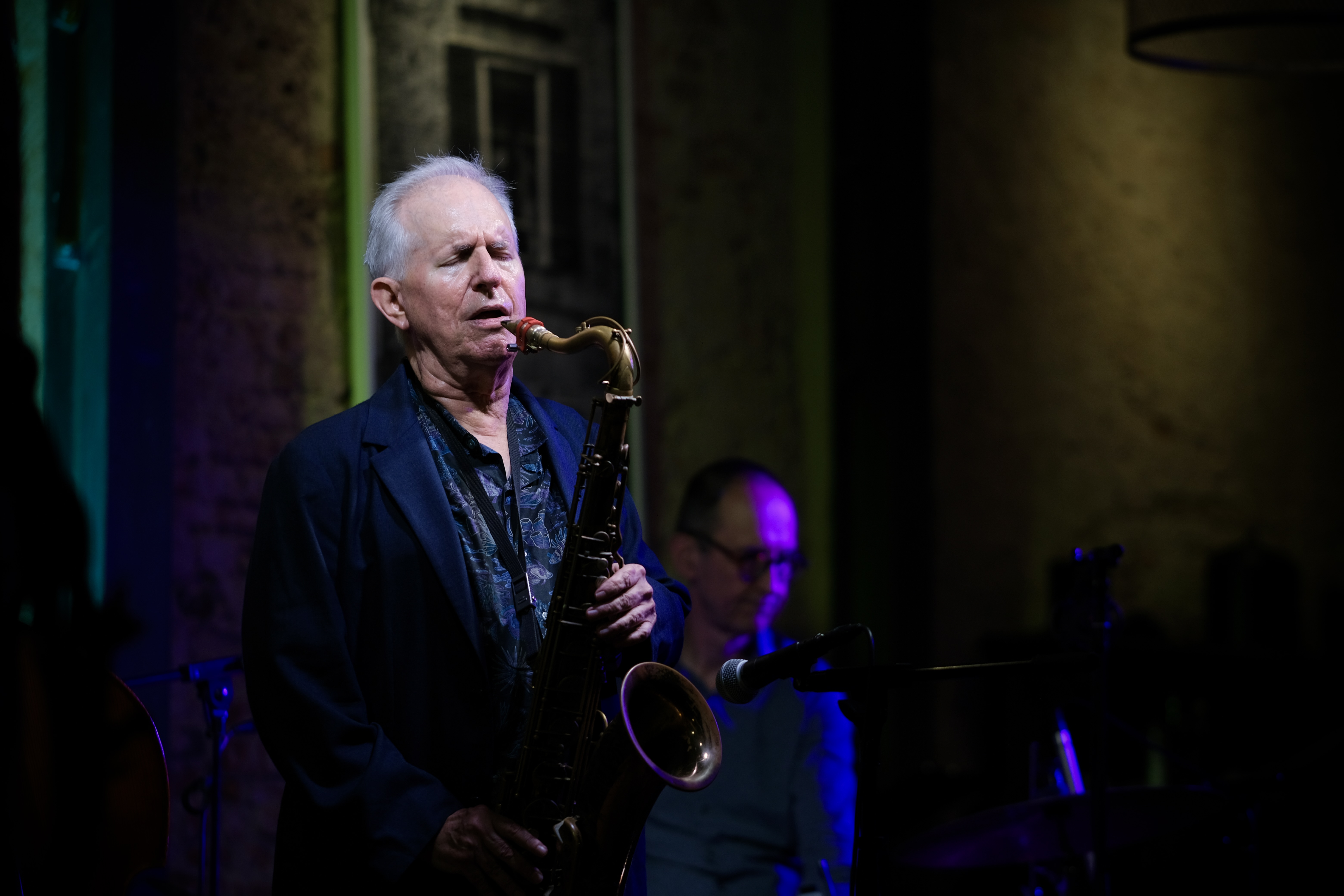
Scott Hamilton 31.07.2023, Certaldo, Italy

Scott Hamilton (* 12. September 1954 in Providence, Rhode Island) ist ein US-amerikanischer Jazz-Tenorsaxophonist des Swing, der seit den 1990er Jahren als einer der führenden Saxophonisten des Mainstream Jazz gilt.

## Leben und Wirken
Hamilton arbeitete zunächst in den New-England-Staaten, bevor er 1976 nach New York zog. Dort spielte er zunächst mit Roy Eldridge, Tiny Grimes, Carol Sloane sowie mit John Bunch und auf dessen Empfehlung im Orchester von Benny Goodman. In den späten 1970er Jahren spielte er viel mit Warren Vaché und Ruby Braff und begleitete Rosemary Clooney. In den 1980er Jahren ging er als Solist der Concord Jazz All-Stars und der Newport Jazz Festival All-Stars von George Wein, zu denen er seit 1985 gehörte, auf Tournee. Er hat mehr als 35 Alben unter eigenem Namen veröffentlicht. Darüber hinaus nahm er auch mit Musikern wie Gerry Mulligan, Woody Herman, Flip Phillips, Al Cohn, Cal Tjader, Charlie Byrd, Red Norvo und Butch Miles (Miles and Miles of Swing) auf. Er trat häufig in Großbritannien auf. Seit 2013 tritt Scott Hamilton auch als prominente Begleitung von Andrea Motis auf und unterstützt sie mit seinem Saxophonspiel. Hamilton spielt mit Motis und ihrem Lehrer Joan Chamorro sowohl in der Jugend-Big Band Sant Andreu Jazz Band als auch in verschiedenen anderen Formationen.
Sein Stil ist von Ben Webster und Don Byas beeinflusst und orientiert sich an den klassischen Swing- und Mainstream-Saxophonisten wie Coleman Hawkins, Chu Berry, Lester Young und Zoot Sims.

## Auswahldiskographie
Hamiltons Alben unter eigenem Namen erscheinen zumeist auf Concord Records.

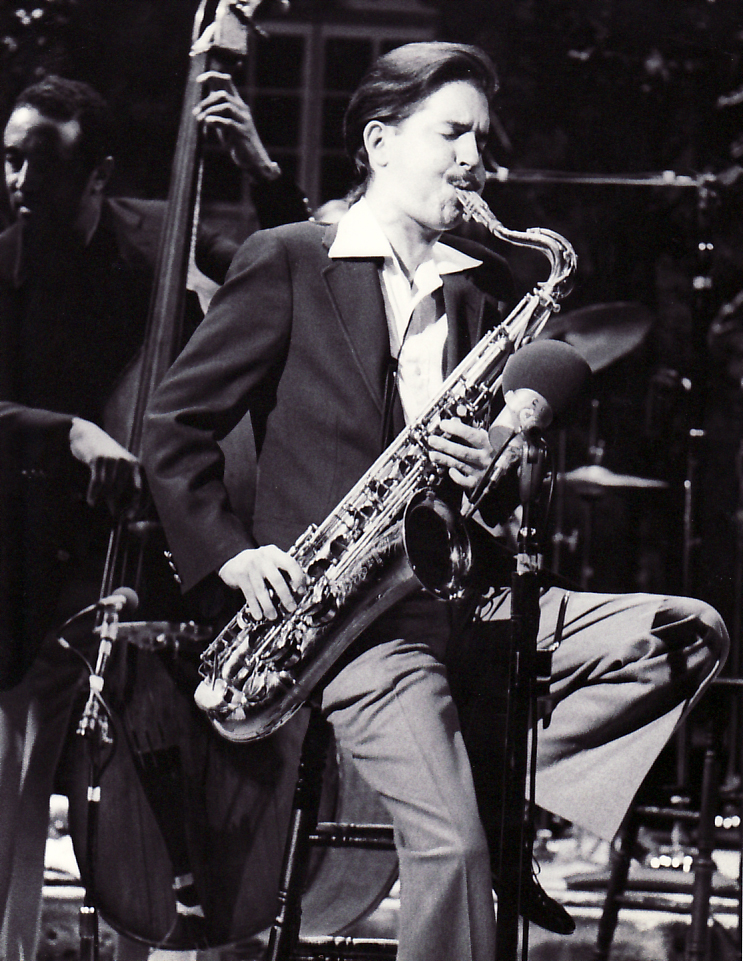
Scott Hamilton und Ray Brown (Concord Jazz Festival, 1979)

- 1977 A Tribute To Duke mit Bing Crosby, Tony Bennett, Rosemary Clooney, Woody Herman, Bill Berry, Nat Pierce, Monty Budwig, Jake Hanna
- 1977 Scott Hamilton is a Good Wind Who Is Blowing Us No III mit Nat Pierce, Monty Budwig
- 1978 The Grand Appearance (Progressive) mit Hank Jones, Tommy Flanagan, George Mraz, Connie Kay
- 1982 Close Up mit John Bunch
- 1984 The Second Set mit John Bunch, Chris Flory, Phil Flanigan, Chuck Riggs
- 1986 Major League mit Dave McKenna
- 1987 A Sound Investment mit Flip Phillips, John Bunch, Chris Flory, Phil Flanigan, Chuck Riggs
- 1989 Plays Ballads mit John Bunch, Chris Flory
- 1990 Radio City mit Gerry Wiggins, Dennis Irwin, Connie Kay
- 1991 Race Point
- 1992 Groovin' High mit Ken Peplowski, Spike Robinson, Gerry Wiggins, Howard Alden, Jake Hanna
- 1993 East of the Sun
- 1994 Organic Duke
- 1995 My Romance mit Joel Helleny, Norman Simmons, Dennis Irwin
- 1996 After Hours mit Tommy Flanagan, Bob Cranshaw, Lewis Nash
- 1999 Blues, Bop and Ballads
- 2005 Back in New York mit Bill Charlap, Peter Washington, Kenny Washington
- 2008 Across the Tracks mit Gene Ludwig, Duke Robillard
- 2011 Tight But Loose Scott Hamilton & Dusko Goykovich  (Organic Music)
- 2014 Scott Hamilton & Harry Allen live! mit Rossano Sportiello p, Paul Keller
- 2019  Danish Ballads ... & More. (Stunt Records)

ferner
- 1978 Derek Smith The Man I Love (Progressive) mit George Mraz, Billy Hart
- 2014 Andrea Motis Joan Chamorro Quintet with Scott Hamilton Live at Jamboree, mit Ignasi Terraza, Josep Traver & Esteve Pi

## Lexigraphische Einträge
- Ian Carr, Digby Fairweather, Brian Priestley: Rough Guide Jazz. Der ultimative Führer zur Jazzmusik. 1700 Künstler und Bands von den Anfängen bis heute. Metzler, Stuttgart/Weimar 1999, ISBN 3-476-01584-X.
- Richard Cook: Jazz Encyclopedia London: Penguin, 2007; ISBN 978-0-141-02646-6